# کرام مالیکی-سانچز
کرام مالیکی-سانچز (به انگلیسی: Keram Malicki-Sánchez) (زاده ۱۴ مهٔ ۱۹۷۴) هنرپیشه کانادایی است. از فیلم‌های معروف او می‌توان به کیک، سکس و مرگ ۱۰۱، چادرنشینان شاد و تاریخ مجهول آمریکا اشاره کرد.